# 日本アニメーター・演出協会
一般社団法人日本アニメーター・演出協会（にっぽんアニメーター・えんしゅつきょうかい、英: Japan Animation Creators Association）は、アニメーター及び演出家の地位向上と技術継承を目的とする日本の社団法人。略称はJAniCA（ジャニカ）。

## 概要
2007年、任意団体として設立。翌年無限責任中間法人として法人化。当初は特定非営利活動法人の設立を目指していたが、将来的に一般社団法人への移行を予定しているため無限責任中間法人を選択することとなった。2009年、中間法人法の廃止に伴い一般社団法人に移行。
2010年6月、創設メンバーであり、初代・代表理事である芦田豊雄が辞任。芦田は後のインタビューにて、「自分から降りたのではない。理事会の投票によって、罷免された。」と述べている。

## 沿革
- 2007年6月 - 芦田豊雄を世話人代表とし発起人を集め、任意団体として設立。
- 2008年
  - 5月30日 - 「無限責任中間法人日本アニメーター・演出協会」として法人化。
  - 7月 - 文芸美術国民健康保険組合加入
  - 8月 - 会員総会にて会則を採択したことに伴い、理事会運営体制を構成。会則に基づき、理事長芦田豊雄、副理事長宇田川一彦、副理事長神村幸子、理事高林久弥、理事ふくだのりゆき、理事吉田大輔、監査理事桶田大介（弁護士）を選任。
- 2009年
  - 中間法人法の廃止に伴い一般社団法人に移行。
  - 2月 - 東京芸能人国民健康保険組合に加盟。
  - 5月 - 東京大学にて「JAniCAシンポジウム2009」開催。　
  - 6月 - WindowsPC上で動作する「1/24秒計 ストップウォッチ」 ソフトウェアを開発。
  - 9月 - 「ジャパン・アニメコラボ・マーケット2009」（一般社団法人 日本動画協会・JAM2009 実行委員会・経済産業省主催）のシンポジウムに企画協力。
  - 12月 - 『アニメーター労働白書2009』発行。
- 2010年
  - 文化庁の「平成22年度若手アニメーター等人材育成事業」を受託（協会においては「若手アニメーター育成プロジェクト」と呼称）。
  - 3月 - 「東京国際アニメフェア（TAF2010）」（東京ビッグサイト）に出展。
  - 6月
    - 6月2日 芦田豊雄理事長らが文化庁事業受託に関して文化庁を訪問したことに対し、桶田大介弁護士がJAniCA監事として東京地裁に芦田前代表理事の行為差止めの仮処分を申し立てる。
    - 6月6日 理事会および会員総会にて、桶田弁護士が「文化庁が芦田を理事から下ろさなければ金を出さないと言っている」と説明し、芦田豊雄代表理事、宇田川一彦副理事、神村幸子副理事が辞任[3][4][5]。新代表理事にはヤマサキオサムが井上俊之理事らの推薦により就任。新執行部は理事6名と監査役の顧問弁護士桶田大介で組織される。

  - 8月
    - 文化庁委託事業「平成22年度メディア芸術人材育成支援事業」の「プロデューサー×クリエイターコラボレーション・フォーラム」を後援。
    - iPhone版 JAniCA Watch「1/24秒計ストップウォッチ」を開発。

  - 9月 - 「文化審議会文化政策部会におけるヒアリング」（文化庁）に対応。
  - 12月 - 文化庁より受託した「若手アニメーター育成プロジェクト」の作品が新宿バルト9ほか全国の映画館で特別限定上映されることが決定。
- 2011年
  - 1月 - 「メディア芸術コンソーシアム構築事業」アニメーションWG 第1回会議を開催。
  - 2月
    - 経済産業省人材育成事業「制作工程分析検討委員会」第3回会議。
    - 文化庁より受託した「若手アニメーター育成プロジェクト」4作品完成披露試写会を開催（新宿バルト9）。

  - 2月27日 - 臨時総会にて任期満了に伴う理事選挙を実施。理事井上鋭、理事井上俊之、理事笹木信作、理事杉野左秩子、理事森田宏幸が選任。代表理事にはヤマサキオサムが再任。
- 2014年
  - 6月29日 - 総会にて任期満了に伴う理事選挙を実施。代表理事に井上俊之、副代表理事にヤマサキオサム、理事に笹木信作、本間晃、徳野悠我が選任。
- 2016年
  - 7月27日 - 定例理事会にて代表理事に入江泰浩、副代表理事に井上俊之、理事に徳野悠我、ヤマサキオサム、吉本拓二が選任。

## 発起人
- 青木康浩
- 芦田豊雄
- 宍倉敏
- 宇田川一彦
- 浜津守
- 芦野芳晴
- 四分一節子
- 林祐一郎
- 安部正巳
- 杉井ギサブロー

- 羽山淳一
- 荒木伸吾
- 須田正己
- 前田庸生
- 井口忠一
- 高橋信也
- 松下浩美
- 石黒育
- 高橋良輔
- 村中博美

- 稲村武志
- 高谷浩利
- 本橋秀之
- 井上俊之
- 只野和子
- 百瀬義行
- 大塚康生
- 谷口守泰
- 森本晃司
- 岡迫亘弘

- 出﨑哲
- 森脇真琴
- 沖浦啓之
- 富沢信雄
- ヤマサキオサム
- 奥田誠治
- 友永和秀
- 吉本拓二
- 加藤茂
- 中澤勇一

- 吉田夫美子
- 金田伊功
- 中谷誠一
- 吉田徹
- 兼森義則
- 中村英一
- 吉松孝博
- 椛島義夫
- なかむらたかし
- りんたろう

- 神志那弘志
- なみきたかし
- 渡辺敦子
- 今敏
- 西田亜沙子
- 羽根章悦
- 高林久弥
- ふくだのりゆき
- 吉田大輔

## 役員
2022年7月現在。

### 代表理事
| # | 氏名     | 在任期間                                       | 備考                      |
| - | -------- | ---------------------------------------------- | ------------------------- |
| 1 | 芦田豊雄 | 2007年 - 2010年6月6日                          | 2011年7月23日死去         |
| 2 | 山崎理   | 2010年6月6日 - / 2011年2月27日 - 2014年6月29日 | 2011年2月27日総会にて再任 |
| 3 | 井上俊之 | 2014年6月29日 - 2016年7月29日                  |                           |
| 4 | 入江泰浩 | 2016年7月29日 -                                |                           |

### その他
| 役名             | 氏名     | 職業               |
| ---------------- | -------- | ------------------ |
| 理事             | 木村隆一 | 監督               |
| 理事             | 笹木信作 | 演出・アニメーター |
| 理事             | 徳野悠我 | アニメーター       |
| 理事             | 大和直道 | 演出               |
| 理事             | 吉本拓二 | アニメーター       |
| 監事・顧問弁護士 | 桶田大介 | 弁護士             |